# Alopoglossus atriventris
Espèce
Alopoglossus atriventris est une espèce de sauriens de la famille des Gymnophthalmidae.

## Répartition
Cette espèce se rencontre en Amazonie entre 230 et 1 500 m d'altitude :
- en Colombie dans le département de Putumayo ;
- en Équateur dans les provinces de Napo et de Pastaza ;
- au Pérou dans la région de Loreto ;
- au Brésil en Acre et en Amazonas.

## Publication originale
- Duellman, 1973 : Descriptions of new lizards from the upper Amazon Basin. Herpetologica, vol. 29, no 3, p. 228-231.